# Kompasshaus

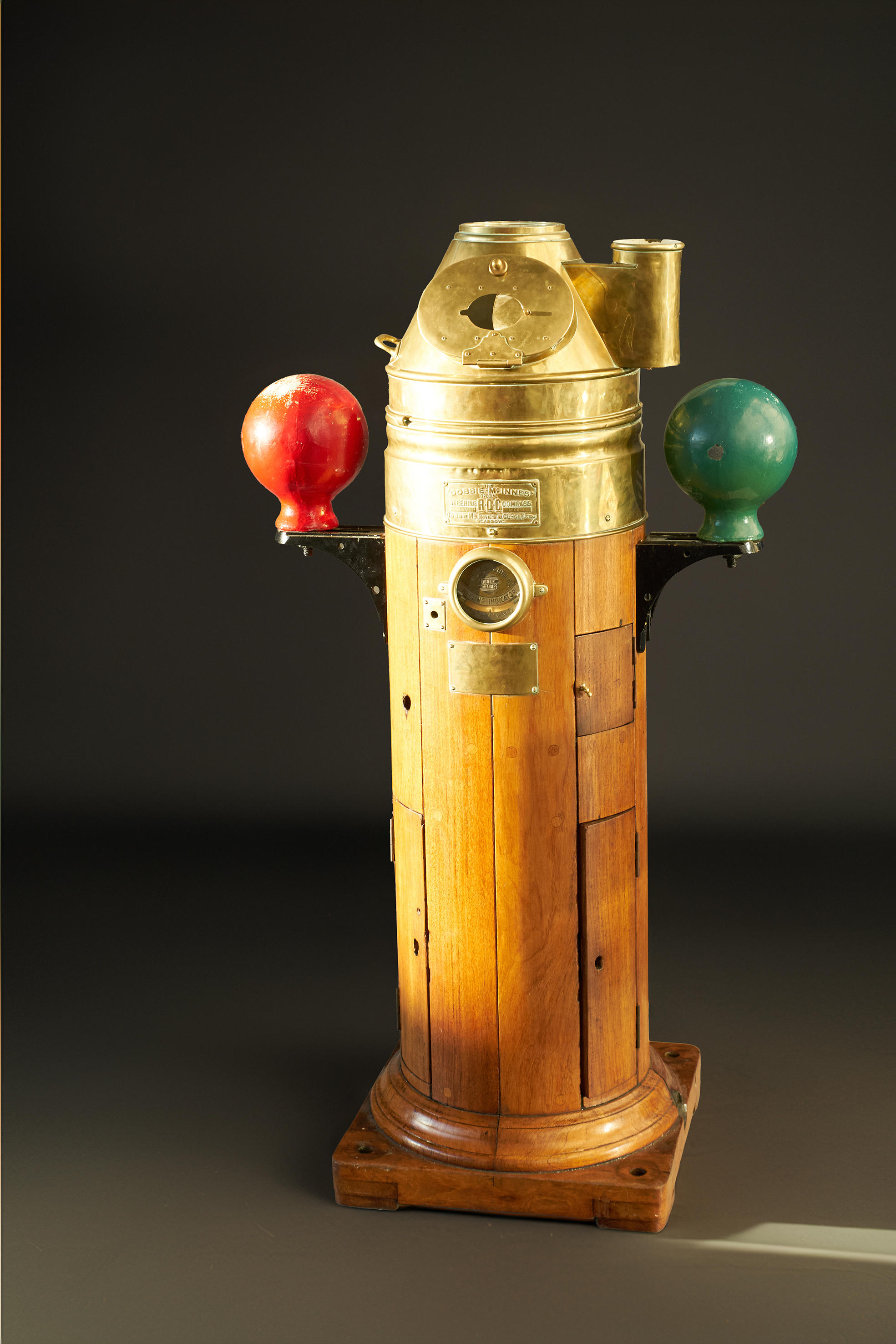
Kompasshaus

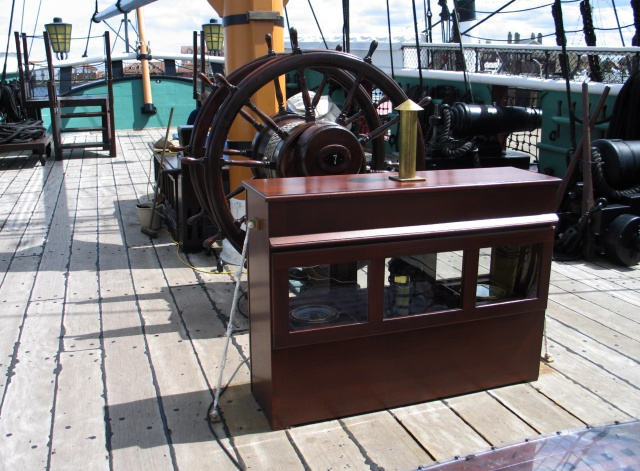
Kompasshaus der HMS Trincomalee

Ein Kompasshaus oder Kompasshäuschen (englisch binnacle) ist ein Schutzgehäuse, in das der Kompass eines Schiffes eingebaut ist.
Insbesondere auf Großseglern, bei denen sich das Steuerrad oft auf einem offenen Deck befindet, kann das Kompasshaus auch zusätzlich Platz für andere Navigationsutensilien und das Logbuch bieten.